# Kazi Nazrul Islam
Kazi Nazrul Islam (Distretto di Bardhaman, 25 maggio 1899 – Dacca, 29 agosto 1976) è stato un poeta, musicista, giornalista, rivoluzionario e filosofo bangladese.
Ha avviato opere poetiche che esponevano un'intensa ribellione spirituale contro l'ortodossia e oppressione, ed è considerato il poeta nazionale del Bangladesh; Nazrul ha lavorato per l'emancipazione degli oppressi in India esplorando le loro condizioni di vita: la sua poesia e il suo attivismo nazionalista lo hanno portato a vincere il titolo popolare di bidrohī kôbi (“poeta ribelle”).

## Biografia

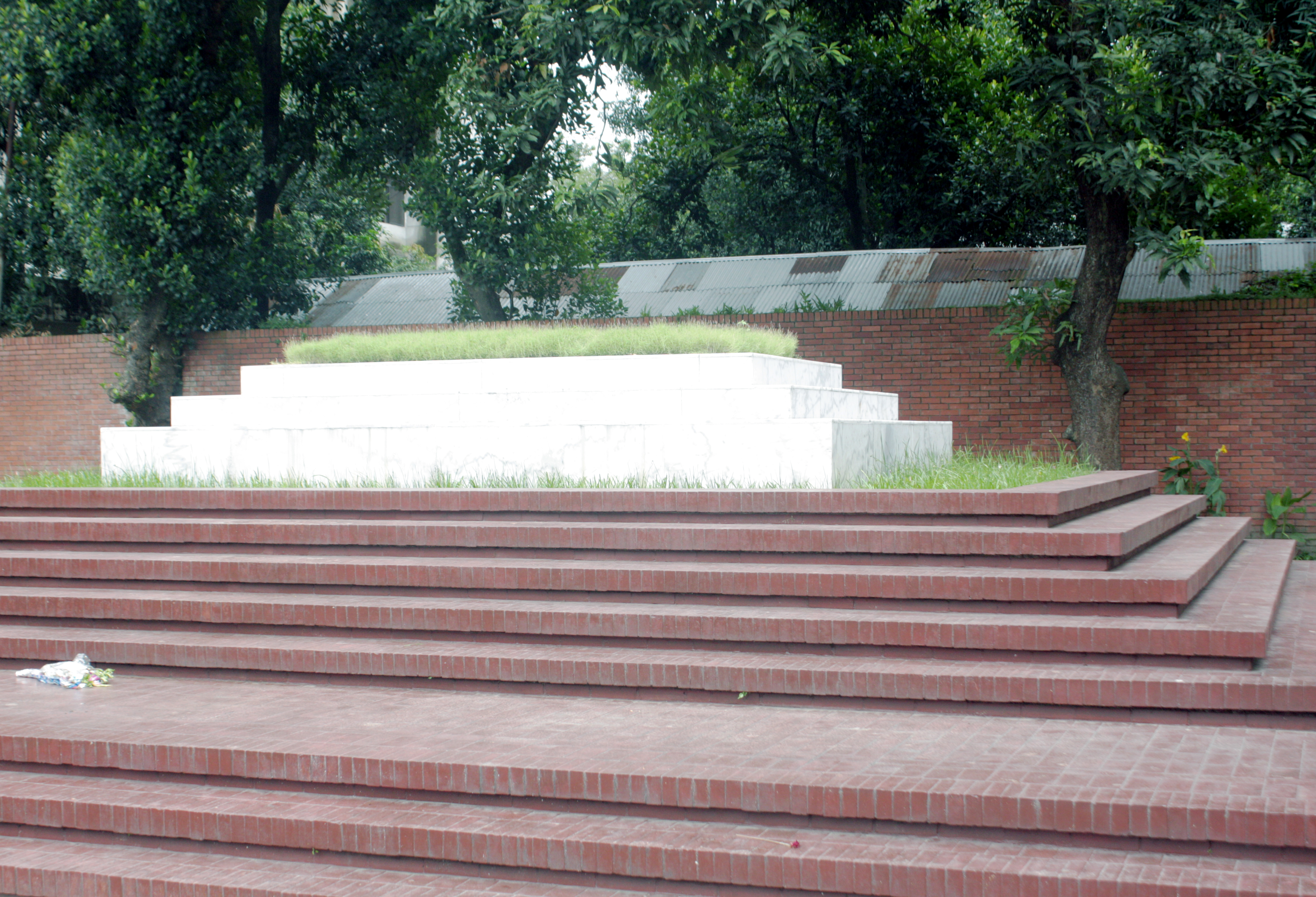
La tomba di Nazrul presso l'Università di Dacca

Nato in una famiglia musulmana in India, Nazrul ha ricevuto l'istruzione religiosa e ha lavorato come tosaerba in una moschea locale. Ha imparato la poesia, il dramma e la letteratura e lavorato con gruppi teatrali. 
Dopo aver servito nell'Esercito dell'India Britannica, Nazrul si è stabilito come giornalista a Calcutta. Ha combattuto il Raj britannico in India e ha promosso la rivoluzione attraverso la sua poesia in opere quali Bidrohi, Bhangar Gaan e Dhumketu. 
È stato più volte messo in prigione dalle autorità britanniche a causa del suo attivismo nel movimento dell'indipendenza dell'India. In prigione ha redatto la Rajbandir Jabanbandi ("Dichiarazione di un prigioniero politico").
Durante il periodo dell'indipendenza del Bangladesh è stato considerato la guida spirituale bangladese e oggi è ampiamente celebrato nel Giorno dell'indipendenza del Bangladesh.